# Pe'ahi
Albums de The Raveonettes
Observator
(2012)
Pe'ahi est le septième album du duo danois The Raveonettes. Cet album est sorti par surprise, sans aucune promotion, le 22 juillet 2014. Il a connu des critiques pour la plupart positives . Il aborde diverses thématiques de la relation de Sune Wagner avec son père (décédé en 2013) avec des titres comme Kill! ou Summer Ends, ou encore de l'infidélité (A Hell Below).

## Liste des morceaux
| No  | Titre                     | Durée |
| --- | ------------------------- | ----- |
| 1.  | Endless Sleeper           | 2:55  |
| 2.  | Sisters                   | 3:46  |
| 3.  | Killer in the Streets     | 4:00  |
| 4.  | Wake Me Up                | 2:41  |
| 5.  | Z-Boys                    | 4:42  |
| 6.  | A Hell Below              | 3:27  |
| 7.  | The Rains of May          | 3:48  |
| 8.  | Kill!                     | 3:32  |
| 9.  | When Night is Almost Done | 3:23  |
| 10. | Summer Ends               | 4:07  |